# Calificările pentru Campionatul Mondial de Fotbal 2018 (UEFA) – Grupa F
Grupa F este una din cele 9 grupe UEFA din calificările pentru Campionatul Mondial de Fotbal 2018. Din această grupă fac parte:  Lituania,  Slovenia,  Anglia,  Slovacia,  Scoția și  Malta. 
Tragerea la sorți pentru prima fază (faza grupelor), a avut loc pe 25 iulie 2015, la Palatul Konstinovsky din orașul Sankt Petersburg, Rusia.
Câstigatorii de grupe se vor califica direct pentru Campionatul Mondial de Fotbal 2018. Cele mai bune echipe de pe locul doi se vor califica în play-off.

## Clasament
| Loc | Echipa       | MJ | V | E | Î | GM | GP | DG  | Pct | Calificare                                       |
| --- | ------------ | -- | - | - | - | -- | -- | --- | --- | ------------------------------------------------ |
| 1   | Anglia (Q)   | 10 | 8 | 2 | 0 | 18 | 3  | +15 | 26  | Calificare la Campionatul Mondial de Fotbal 2018 |
| 2   | Slovacia (Z) | 10 | 6 | 0 | 4 | 17 | 7  | +10 | 18  | Possible second round                            |
| 3   | Scoția (E)   | 10 | 5 | 3 | 2 | 17 | 12 | +5  | 18  |                                                  |
| 4   | Slovenia (E) | 10 | 4 | 3 | 3 | 12 | 7  | +5  | 15  |                                                  |
| 5   | Lituania (E) | 10 | 1 | 3 | 6 | 7  | 20 | −13 | 6   |                                                  |
| 6   | Malta (E)    | 10 | 0 | 1 | 9 | 3  | 25 | −22 | 1   |                                                  |

1. ↑  Cele mai bune echipe de pe locul doi se vor califica în play-off.

## Meciurile
Meciurile au fost confirmate de UEFA la 26 iulie 2015, în ziua următoare extragerii.
| Lituania               | 2–2                         | Slovenia              |
| ---------------------- | --------------------------- | --------------------- |
| Černych 32' Slivka 34' | Report (FIFA) Report (UEFA) | Krhin 77' Cesar 90+3' |

| Slovacia | 0–1                         | Anglia        |
| -------- | --------------------------- | ------------- |
|          | Report (FIFA) Report (UEFA) | Lallana 90+5' |

| Malta       | 1–5                         | Scoția                                                 |
| ----------- | --------------------------- | ------------------------------------------------------ |
| Effiong 14' | Report (FIFA) Report (UEFA) | Snodgrass 10', 61' (pen.), 84' Martin 53' Fletcher 78' |

| Anglia                 | 2–0                         | Malta |
| ---------------------- | --------------------------- | ----- |
| Sturridge 29' Alli 38' | Report (FIFA) Report (UEFA) |       |

| Scoția       | 1–1                         | Lituania    |
| ------------ | --------------------------- | ----------- |
| McArthur 89' | Report (FIFA) Report (UEFA) | Černych 59' |

| Slovenia       | 1–0                         | Slovacia |
| -------------- | --------------------------- | -------- |
| Kronaveter 74' | Report (FIFA) Report (UEFA) |          |

| Lituania                         | 2–0                         | Malta |
| -------------------------------- | --------------------------- | ----- |
| Černych 76' Novikovas 84' (pen.) | Report (FIFA) Report (UEFA) |       |

| Slovacia               | 3–0                         | Scoția |
| ---------------------- | --------------------------- | ------ |
| Mak 18', 56' Nemec 68' | Report (FIFA) Report (UEFA) |        |

| Slovenia | 0–0                         | Anglia |
| -------- | --------------------------- | ------ |
|          | Report (FIFA) Report (UEFA) |        |

| Anglia                               | 3–0                         | Scoția |
| ------------------------------------ | --------------------------- | ------ |
| Sturridge 23' Lallana 50' Cahill 61' | Report (FIFA) Report (UEFA) |        |

| Malta | 0–1                         | Slovenia   |
| ----- | --------------------------- | ---------- |
|       | Report (FIFA) Report (UEFA) | Verbič 47' |

| Slovacia                                  | 4–0                         | Lituania |
| ----------------------------------------- | --------------------------- | -------- |
| Nemec 12' Kucka 15' Škrtel 36' Hamšík 86' | Report (FIFA) Report (UEFA) |          |

| Anglia              | 2–0                         | Lituania |
| ------------------- | --------------------------- | -------- |
| Defoe 22' Vardy 66' | Report (FIFA) Report (UEFA) |          |

| Malta        | 1–3                         | Slovacia                      |
| ------------ | --------------------------- | ----------------------------- |
| Farrugia 14' | Report (FIFA) Report (UEFA) | Weiss 2' Greguš 41' Nemec 84' |

| Scoția        | 1–0                         | Slovenia |
| ------------- | --------------------------- | -------- |
| C. Martin 88' | Report (FIFA) Report (UEFA) |          |

| Scoția             | 2–2                         | Anglia                            |
| ------------------ | --------------------------- | --------------------------------- |
| Griffiths 87', 90' | Report (FIFA) Report (UEFA) | Oxlade-Chamberlain 70' Kane 90+3' |

| Slovenia                   | 2–0                         | Malta |
| -------------------------- | --------------------------- | ----- |
| Iličić 45+2' Novaković 84' | Report (FIFA) Report (UEFA) |       |

| Lituania        | 1–2                         | Slovacia             |
| --------------- | --------------------------- | -------------------- |
| Novikovas 90+3' | Report (FIFA) Report (UEFA) | Weiss 32' Hamšík 58' |

| Lituania | 0–3                         | Scoția                                   |
| -------- | --------------------------- | ---------------------------------------- |
|          | Report (FIFA) Report (UEFA) | Armstrong 25' Robertson 30' McArthur 72' |

| Malta | 0–4                         | Anglia                                     |
| ----- | --------------------------- | ------------------------------------------ |
|       | Report (FIFA) Report (UEFA) | Kane 53', 90+2' Bertrand 86' Welbeck 90+1' |

| Slovacia          | 1–0                         | Slovenia |
| ----------------- | --------------------------- | -------- |
| Mevlja 81' (aut.) | Report (FIFA) Report (UEFA) |          |

| Anglia                | 2–1                         | Slovacia   |
| --------------------- | --------------------------- | ---------- |
| Dier 37' Rashford 59' | Report (FIFA) Report (UEFA) | Lobotka 3' |

| Scoția                 | 2–0                         | Malta |
| ---------------------- | --------------------------- | ----- |
| Berra 9' Griffiths 49' | Report (FIFA) Report (UEFA) |       |

| Slovenia                                           | 4–0                         | Lituania |
| -------------------------------------------------- | --------------------------- | -------- |
| Iličić 25' (pen.), 61' (pen.) Verbič 82' Birsa 90' | Report (FIFA) Report (UEFA) |          |

| Anglia     | 1–0                         | Slovenia |
| ---------- | --------------------------- | -------- |
| Kane 90+4' | Report (FIFA) Report (UEFA) |          |

| Malta     | 1–1                         | Lituania   |
| --------- | --------------------------- | ---------- |
| Agius 23' | Report (FIFA) Report (UEFA) | Slivka 53' |

| Scoția            | 1–0                         | Slovacia |
| ----------------- | --------------------------- | -------- |
| Škrtel 89' (aut.) | Report (FIFA) Report (UEFA) |          |

| Lituania | 0–1                         | Anglia          |
| -------- | --------------------------- | --------------- |
|          | Report (FIFA) Report (UEFA) | Kane 26' (pen.) |

| Slovacia                | 3–0                         | Malta |
| ----------------------- | --------------------------- | ----- |
| Nemec 33', 62' Duda 70' | Report (FIFA) Report (UEFA) |       |

| Slovenia        | 2–2                         | Scoția                      |
| --------------- | --------------------------- | --------------------------- |
| Bezjak 52', 72' | Report (FIFA) Report (UEFA) | Griffiths 32' Snodgrass 88' |

## Marcatorii
Au fost marcate 74 goluri în 30 meciuri.
5 goluri
- Harry Kane
- Adam Nemec

4 goluri
- Leigh Griffiths
- Robert Snodgrass

3 goluri
- Fiodor Černych
- Josip Iličić

2 goluri
- Adam Lallana
- Daniel Sturridge
- Arvydas Novikovas
- Vykintas Slivka
- Chris Martin
- James McArthur
- Marek Hamšík
- Róbert Mak
- Vladimír Weiss
- Roman Bezjak
- Benjamin Verbič

1 gol
- Dele Alli
- Ryan Bertrand
- Gary Cahill
- Jermain Defoe
- Eric Dier
- Alex Oxlade-Chamberlain
- Marcus Rashford
- Jamie Vardy
- Danny Welbeck
- Andrei Agius
- Alfred Effiong
- Jean Paul Farrugia
- Stuart Armstrong
- Christophe Berra
- Steven Fletcher
- Andrew Robertson
- Ondrej Duda
- Ján Greguš
- Juraj Kucka
- Stanislav Lobotka
- Martin Škrtel
- Valter Birsa
- Boštjan Cesar
- Rene Krhin
- Rok Kronaveter
- Milivoje Novaković

1 autogol
- Martin Škrtel (Jucând contra Scoției)
- Miha Mevlja (Jucând contra Slovaciei)